# Bruce Eckel
Bruce Eckel es autor de libros y artículos sobre programación. Suele ofrecer conferencias y seminarios sobre programadores. Sus obras más conocidas son Thinking in Java y Thinking in C++, dirigidas a programadores que desen aprender los lenguajes de programación de Java o C++, sobre todo a aquellos con poca experiencia en la programación orientada a objetos. Muchos consideran que sus libros están mejor escritos y son más pedagógicos que la mayoría de los textos introductorios. Eckel fue miembro fundador del comité ANSI/ISO C++ standard. Desde entonces ha editado sus libros para que puedan descargarse gratis.
Sin embargo, su libro más reciente, la cuarta edición de Thinking in Java ya no está disponible gratuitamente en formato electrónico.

## Obra publicada
Títulos más recientes:
- Thinking in Java, 4th Edition, Bruce Eckel, Prentice-Hall PTR, February 10, 2006. ISBN 0-13-187248-6
- Thinking in C++, Vol. 2: Practical Programming, 2nd Edition, Bruce Eckel, Prentice-Hall PTR, November 1, 2003. ISBN 0-13-035313-2